# Título académico

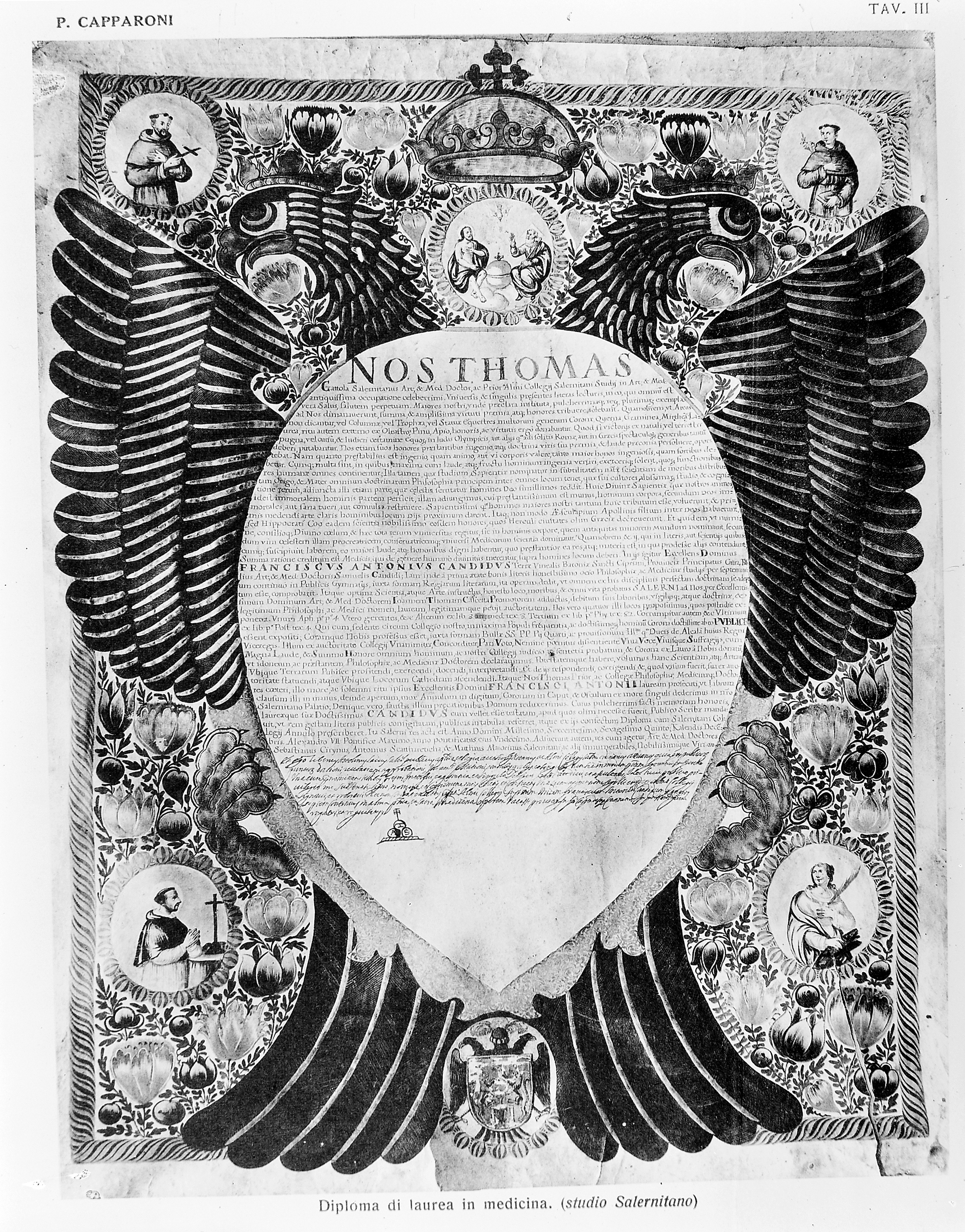
Diploma de licenciatura en Medicina por la universidad de Salerno (1916).

Título académico, titulación académica o grado académico es una distinción dada por alguna institución educativa, generalmente después de la terminación exitosa de algún programa de estudios; ya sea terciario, universitario o de posgrado (en el caso de la educación superior). Consiste en el reconocimiento de la formación educativa o profesional que una persona posee tras realizar los estudios, exámenes y pruebas pertinentes.
Puede referirse a una etapa de educación obligatoria o postobligatoria, de estudios generales o específicos de la formación profesional. Popularmente, se suele llamar carrera universitaria a los estudios de educación superior, pero generalmente el término se usa preferentemente para referirse a las certificaciones expedidas por las universidades tras la realización de los correspondientes estudios.
Cada país suele regular de modo independiente el tipo de titulaciones y la forma de adquirirlas. Cada centro educativo posee asimismo su propio catálogo de titulaciones académicas.

## Estudios no universitarios
Los grados académicos no universitarios abarcan la educación primaria y la secundaria, pero también la terciaria no universitaria, es decir, la llamada formación técnica o vocacional. Sin embargo, esta última forma parte de la educación superior y profesional, igual que la universitaria. 

### Estudios por países

#### Argentina
La educación en Argentina viene regulada por la Ley de Educación Nacional y se estructura en diversas etapas.
- Educación Inicial.
- Educación Primaria.
- Educación Secundaria.
- Educación Superior: Se integra por:
  - Educación No Universitaria: Institutos, Colegios y otras instituciones superiores y profesionales que entregan títulos denominados Terciarios.
  - Universidades, institutos universitarios y colegios universitarios.

Las universidades son autónomas, es decir se gobiernan a sí mismas, y tienen una variedad de carreras o disciplinas, que están organizadas en facultades, departamentos o unidades académicas equivalentes.
Es importante destacar que la Educación Inicial, Primaria y Secundaria en Argentina tiene carácter obligatorio establecido por la Ley de Educación Nacional N° 26206 donde en su Art. 16 (modificado por la Ley 27045) se establece que:
"Artículo 16: La obligatoriedad escolar en todo el país se extiende desde la edad de cuatro (4) años hasta la finalización del nivel de la educación secundaria".
El Estado Argentino entiende la Educación como un Derecho y se atribuye la responsabilidad principal e indelegable de proveer una educación integral, permanente y de calidad para todos/as los/as habitantes de la nación, garantizando la igualdad, gratuidad y equidad en el ejercicio de este derecho, con la participación de las organizaciones sociales y las familias.
Para ingresar a una universidad se requiere tener educación secundaria completa y cumplir con los requisitos que exige cada universidad. Si una persona mayor de 25 años quiere ingresar a una carrera universitaria y carece del título secundario, debe demostrar que tiene preparación, experiencia laboral, aptitudes y conocimientos suficientes para cursar los estudios a los que quiere ingresar. La universidad puede tener procesos de nivelación y orientación para su ingreso, pero esos procesos en ningún caso deben tener un carácter selectivo excluyente o discriminador.
Los títulos que dan las universidades tienen validez nacional cuando son reconocidos por el Ministerio de Educación de la Nación y permiten ejercer la profesión en todo el país, aunque las provincias tienen poder para controlar el ejercicio profesional.

#### El Salvador
El Sistema Educativo de El Salvador viene dado por la Ley General de Educación y la Constitución de la República, y se divide en tres niveles obligatorios de educación no superior.
- Educación Parvulariaː Tiene una duración de tres años desde los cuatro a seis años de edad.

1. Kinder 4
2. Kinder 5
3. Preparatoria

- Educación Básicaː Tiene una duración de nueve años y atiende a niños y jóvenes desde los 7 a 15 años de edad. Se fragmenta en tres ciclos.

1. Primer Cicloː Primer, segundo y tercer grado.
2. Segundo Cicloː Cuarto, quinto y sexto grado.
3. Tercer Cicloː Séptimo, octavo y noveno grado.

- Educación Mediaː Atiende a jóvenes desde 16 a 18 años. Su duración varía según la modalidad que se aplique.

1. Bachillerato Técnico Vocacionalː Duración de tres años (dos años de enseñanza general y uno de especialización) y de opción contaduría comercial, salud, mecánica automotriz, etc.
2. Bachillerato Generalː Duración de dos años (solamente enseñanza general) y en algunas instituciones se ofrecen diplomados que no se incluyen en el título de bachiller.

#### España
- Primaria (Educación Primaria Obligatoria) de 6 a 12 años.

Las titulaciones oficiales y la estructura del sistema educativo español están regidos por la Ley Orgánica de Educación (LOE)
- Título de Graduado en ESO (Educación Secundaria Obligatoria). Corresponde al final de la etapa obligatoria y suele adquirirse a los 16 años.
- Título de Bachiller, tras finalizar los estudios de Bachillerato en alguna de sus modalidades: Artes; Ciencia y Tecnología (hasta 2009 dividido en Ciencias de la Naturaleza y la Salud, y Tecnología); Humanidades y Ciencias Sociales. Es una etapa postobligatoria de dos años.
- Enseñanzas profesionales oficiales: Reciben el nombre de Ciclos Formativos de Formación Profesional y existen 142 títulos diferentes agrupados en 22 familias profesionales, con una duración de uno a dos años (entre 1300 y 2000 horas).[3]
  - De grado medio: Su superación permite obtener el título de Técnico de la especialidad estudiada.
  - De grado superior: Permite obtener el título de Técnico Superior de la especialidad estudiada.
    - Enseñanzas de Artes Plásticas y Diseño: 
      - Grado medio: Corresponde al título de Técnico de Artes Plásticas y Diseño.

    - Enseñanzas deportivas: 
      - Grado medio: Corresponde al título de Técnico deportivo de Grado medio.
      - Grado superior: Corresponde al título de Técnico deportivo de Grado Superior.

    - Otras titulaciones:
      - Escuelas Oficiales de Idiomas. Finalizan con la Certificación acreditativa del nivel alcanzado (Básico, Intermedio y Avanzado) en el idioma estudiado.
      - Enseñanzas profesionales de Música y Danza: Finalizan con el Título Profesional de la especialidad correspondiente
      - Enseñanzas artísticas superiores: Finalizan con el Título Superior de la especialidad correspondiente:
      - Música y Danza.
      - Artes plásticas
      - Diseño
      - Conservación y restauración de bienes culturales
      - Arte dramático

#### Francia
La terminología francesa está estrechamente relacionada con los significados originales de los términos. El baccalauréat (cf. bachiller) es un grado que se confiere a los estudiantes franceses que han completado exitosamente su educación secundaria. Se obtiene después de un examen específico y permite ingresar a la universidad. 

#### México
La educación no universitaria en México viene regulada por la Ley General de Educación y define que la educación básica (que comprende desde la educación preescolar hasta la secundaria) es obligatoria, y que la educación se estructura en las siguientes etapas:

##### Educación Preescolar
El nivel preescolar tiene una duración de entre dos y tres años; se divide en dos modalidades[cita requerida]: 
-Jardín de niños: Enfocado principalmente a desarrollar las habilidades manuales y emocionales. 
-Kínder: Enfocado principalmente a desarrollar las habilidades académicas, como aprender a contar, conocer el abecedario, entre otras.

##### Educación Primaria
Tiene una duración de seis años y se enseña la educación elemental de acuerdo a los planes de estudios aprobados por la Secretaría de Educación Pública (SEP) para este nivel educativo, pudiendo tener variaciones regionales (como enseñanza de alguna lengua indígena) o incluir materias como Inglés y Computación en ciertas escuelas de carácter privado.

##### Educación Secundaria
Se trata del nivel de Educación Media, tiene una duración de tres años, existiendo distintas modalidades como la modalidad de Secundaria General, de Secundaria Técnica, Telesecundaria y la modalidad de Educación Secundaria para Adultos. 
En este nivel se profundiza con los conocimientos generales que deben estar al alcance de toda la población, la SEP mantiene el control de este nivel educativo, existiendo también muchas escuelas particulares dedicadas a este nivel educativo.

##### Educación Media Superior
El nivel Medio Superior tiene una duración de tres años y suele ser la preparación para la Educación Superior, o bien, proporcionar a los alumnos una enseñanza técnica suficiente para desempeñarse en el mundo laboral, se cuenta con bachilleratos, preparatorias y bachilleratos tecnológicos; desde el año 2013 el nivel Medio Superior es obligatorio. 
El caso de la Educación Profesional Técnica (como el CONALEP o los CETIS) otorga un grado de Técnico Profesional (cumpliendo los requisitos como prestar el servicio social, entre otros) además de poder completar la formación del bachillerato para ingresar a alguna Institución Superior. 
La SEP tiene control de casi todas las instituciones de educación Media Superior, no obstante existen bachilleratos de las universidades autónomas (como la Escuela Nacional Preparatoria y el Colegio de Ciencias y Humanidades de la UNAM, o el SEMS  de la Universidad de Guadalajara) en las que son las universidades las que diseñan los planes de estudio y otorgan el certificado respectivo, sin pasar por la SEP, pero con la misma validez de ésta. 
Existen muchas instituciones particulares que imparten este nivel, pudiendo estar incorporadas a la SEP o a alguna universidad.

## Estudios universitarios

### Historia
Las primeras universidades europeas fueron fundadas en los siglos XII y XIII. La enseñanza la llevaban a cabo, como en otras profesiones, personas debidamente calificadas. De la misma forma en la que un doctor obtenía la condición de doctor maestro cuando su liga lo veía calificado, un profesor se convertía en maestro cuando su liga le daba la licencia de su profesión.
Los candidatos que completaban tres o cuatro años de estudio de los textos prescritos en el trivium (gramática, retórica y lógica), y que pasaban los exámenes conducidos por sus maestros, obtenían el grado de bachiller. Un grado era entonces un paso en el camino de convertirse en un maestro calificado - de ahí la palabra "graduado", basada en el Latín gradus ("paso").
Hoy en día los términos maestro, doctor y profesor significan niveles diferentes de logro académico, pero inicialmente fueron equivalentes. La Universidad de Bolonia, considerada la más antigua de Europa, fue la primera institución en otorgar el título de Doctor en Derecho Civil en los últimos años del siglo XII; también otorgaba grados similares en otras materias, incluyendo la medicina. Nótese que hoy en día solamente en medicina se aplica el término de doctor para los estudiantes que han completado su primer nivel de formación académica, eso considerando que el título original (M.D.) significa "Doctor en Medicina", y viene del latín docere ("enseñar").
La Universidad de París usó el término máster para sus graduados, práctica que fue adoptada por las universidades inglesas de Oxford y Cambridge.
Los nombres de los grados eventualmente se vincularon con las materias estudiadas. Los escolares de las facultades de artes o gramática eran conocidos como maestros, pero aquellos en filosofía, medicina y leyes eran conocidos como doctores. El grado de doctor asumió una posición mayor que la del grado de maestro, ya que el estudio de las artes o de la gramática era un requisito necesario para estudiar filosofía, medicina y leyes. Esto condujo a la jerarquía moderna en la cual el título de Doctor en Filosofía (Ph.D) es un grado más avanzado que el de Maestro en Artes (M.A.). La práctica de utilizar el término doctor para todos los grados avanzados se desarrolló en las universidades alemanas y se extendió por todo el mundo.
En España, a fines del siglo XVIII, el único título que exigía estudios reales era el de bachiller. Los de licenciado y doctor se obtenían pocos días después del primero. El úlitmo obispo español de Buenos Aires, Benito de Lué, se graduó como Bachiller, Licenciado y Doctor en Teología los días 7, 10 y 11 de octubre de 1791, en la Universidad de Ávila. Bruno, Cayetano, Historia de la Iglesia en la Argentina.
El último obispo español de Córdoba, hoy en Argentina, Rodrigo de Orellana, se graduó como Bachiller en Filosofía y Teología el 18 de julio de 1783. El 7 de septiembre del mismo año se convirtió en Licenciado, y el 21 de septiembre de 1783 fue Doctor en Teología. Tonda, Américo. El Obispo Orellana y la Revolución.
Hasta fines del siglo XIX, en Argentina continuó esta práctica. El 24 de noviembre de 1880 Raimundo Wilmart y Tomás García Montaño se graduaron como Bachilleres y Licenciados en Derecho Civil. El 8 de diciembre del mismo año se convirtieron en Doctores en Derecho Civil. Taborda Varela, Juan Cruz, Ambidiestra.

### Estudios por países
Cada país suele regular de modo independiente el tipo de titulaciones y la forma de adquirirlas. Cada centro educativo posee asimismo su propio catálogo de titulaciones académicas.
En Europa se está dando un proceso de homogeneización de las titulaciones en el marco del proceso de Bolonia, asemejándolas en su duración y denominación a las existentes en el Reino Unido y en los Estados Unidos. Ello ha dado lugar a una estructura de titulaciones compuesta por tres niveles: 
- Grado
- Máster
- Doctorado

Los estudios conducentes al Grado se denominan "estudios de pregrado", y los de máster y doctorado "estudios de posgrado". Por regla general, para acceder a estudios de posgrado, es necesario haber cumplido estudios de pregrado.
Cuando en una misma rama existen dos grados académicos, normalmente dotan a los egresados de atribuciones profesionales distintas, quedando reservadas algunas de ellas a aquellos que han obtenido el título más avanzado.
Para regular el reconocimiento de los estudios de un país a otro, el Consejo de Europa propició la firma del Convenio de Reconocimiento de Lisboa, firmado por la inmensa mayoría de países europeos, a los que se unieron algunos otros.

#### Alemania
En Alemania, el doctorado es el mayor grado otorgado; se pueden incluir adiciones al título que especifiquen el área de estudio, como Dr.rer.nat. (Doktor rerum naturalium) en las ciencias naturales), Dr. phil (philosophiae) en filosofía, que comprende las especialidades incluidas tradicionalmente en las facultades de filosofía (filologías, sociología, ciencias políticas, historia, psicología, pedagogía) o Dr.med. (Doktor medicinae) en medicina. Sin embargo, existe un rango superior en la jerarquía académica, que se obtiene mediante la Habilitation.

#### Argentina
La mayor parte de las universidades públicas y privadas ofrecen programas de grado y posgrado, otorgando títulos académicos y profesionales. En general, los programas de  

grado toman al menos 5 años de estudio. En muchas áreas, los estudiantes se gradúan como Licenciados, por ejemplo, Licenciado en Ciencia Política. Los profesorados e Institutos de formación técnicos otorgan títulos profesionales, aunque los mismos no son considerados como estudios de grado. 
Los estudios de posgrado pueden ser
- Título de Doctor
- Título de Magister
- Título de Diplomado

En particular a diferencia de aquellos títulos de pregrado que habilitan a ejercer diferentes profesiones, los títulos de grado otorgan denominaciones particulares que habilitan para las diferentes profesiones, como son los siguientes casos:
- Título de Contador Público: El cual se otorga al estudiante de ciencias Económicas luego de una carrera reglamentada de 5 o 6 años de estudio regular. Al obtener el mismo, el estudiante tiene derecho a usar el prefijo C.P; Cr. o a veces C.P.N. en su nombre propio.
- Título de Abogado: El cual se otorga al estudiante de derecho luego de una carrera reglamentada de 5 o 6 años de estudio regular. Al obtener el mismo, el estudiante tiene derecho a usar el prefijo Abog. en su nombre propio.
- Título de Médico: El cual se otorga al estudiante de Medicina luego de una carrera reglamentada de 6 años de estudio regular. Al obtener el mismo, el estudiante tiene derecho a usar el prefijo Med. en su nombre propio.
- Título de Ingeniero: El cual se otorga al estudiante de Ingeniería luego de una carrera reglamentada de 6 años de estudio regular,  5 para ciertas especialidades muy definidas. Al obtener el mismo, el estudiante tiene derecho a usar el prefijo Ing. en su nombre propio.
- Título de Arquitecto: El cual se otorga al estudiante de Arquitectura luego de una carrera reglamentada de 5 años de estudio regular. Al obtener el mismo, el estudiante tiene derecho a usar el prefijo Arq. en su nombre propio.
- Título de Diseñador industrial: El cual se otorga al estudiante de Diseño industrial luego de una carrera reglamentada de 4 o 5 años de estudio regular. Al obtener el mismo, el estudiante tiene derecho a usar el prefijo DI. en su nombre propio.
- Título de Licenciado: El cual se otorga al estudiante de una carrera considerada de grado reglamentada luego de 5 o 6[7][8][9] años de estudio regular. Al obtener el mismo el estudiante tiene derecho a usar el prefijo Lic. en su nombre propio.

En Argentina las instituciones universitarias habilitadas legalmente para funcionar son las únicas autorizadas a ofrecer carreras, titulaciones y trayectos formativos con certificación de nivel universitario.
Pueden difundir las carreras universitarias informando el nombre de la carrera, los requisitos de admisión, el título que otorga, el grado académico de la carrera: pregrado, grado o posgrado, la resolución ministerial que le da validez al título y la modalidad: presencial o educación a distancia.

#### Bolivia
Las universidades de Bolivia ofrecen programas de grado que generalmente duran 5 años; los estudiantes que culminan exitosamente el programa académico obtienen el título de Licenciatura en la determinada área.
En medicina, hasta el año 2016 la carrera tenía una duración de 7 años; el estudiante cursaba 5 años de universidad, 1 año como médico interno en algún hospital, rotando 3 meses por cada especialidad básica (medicina interna, obstetricia, pediatría y cirugía) y 3 meses como médico interno haciendo servicio social de salud en algún centro de salud de primer nivel o unidad de salud designada por el Servicio Departamental de Salud. Después de finalizar el servicio social de salud debería esperar un mínimo de 6 meses para obtener el diploma académico otorgado por la universidad y el título profesional otorgado por el ministerio de salud certificando el grado de Médico Cirujano y permitiendo el derecho de usar el prefijo Dr. con el nombre propio. Actualmente se redujo el tiempo de prácticas en los hospitales como médico interno para incluir el servicio social de salud en el año del internado rotatorio y así acortar la duración de la carrera a 6 años.

#### Chile
Títulos
El título hace referencia a una certificación relacionada al área de aplicación o trabajo de la disciplina en estudio. 
- Técnico de Nivel Superior
- Profesional

Grados académicos
El grado corresponde a una distinción referente al área académica.
- Bachiller
- Licenciado
- Magister
- Doctor

#### El Salvador
1. Educación Superior

1. técnicos: con una duración de 3 años incluyen técnicos en enfermería, técnicos informáticos y electricistas. 
2. Tecnólogos: en enfermería u otras carreras de duración de 4 años.  
3. Licenciaturas: carreras universitarias de duración de 6 años en áreas de salud, educación, humanidades, leyes y otras. 
4. Doctorados: con una duración de 8 años doctorados en medicina u odontología.
5. Máster o Maestría: su duración es de 2 años y es el grado académico de más alto rango al que optan las licenciaturas o los doctorados. 
6. Postgrado: es una especialización en una determinada área ejemplo salud, humanidades, educación o idiomas etc.

#### España
Las titulaciones universitarias tradicionales, que se extinguieron con la implantación del Espacio Europeo de Educación Superior, eran:
- Carreras medias, de ciclo corto o primer grado: Para obtener los títulos de diplomatura, arquitectura técnica o ingeniería técnica (entre 3 y 4 años).
- Carreras superiores, de ciclo largo o segundo grado: Para obtener los títulos de licenciatura, ingeniería o arquitectura (entre 4 y 6 años).
- Carreras universitarias o de tercer grado: Para obtener el título de doctorado.

Actualmente, las titulaciones universitarias están homologadas con las del resto de países de la Unión Europea, según los acuerdos emanados del Proceso de Bolonia que condujo a la creación del Espacio Europeo de Educación Superior, y son:
- Grado (de entre 3 y 6 años, durando 4 la mayoría);
- Máster (de entre 1 y 2 años): Es necesario disponer previamente de un título de grado;
- Doctorado: Es necesario completar un grado y un máster para acceder al programa de doctorado.

#### Francia
Anteriormente al proceso de Bolonia, existían diversos grados académicos de tipo universitario. Entre los más cortos destacaban el DEUG, de una duración de 2 años, y la licence, de una duración de 3 años. Este último habilitaba para acceder a ciertas profesiones, como la enseñanza secundaria.

#### México
El tipo superior es el que se imparte después del bachillerato terminal o de sus equivalentes. Está compuesto por la licenciatura, la especialidad, la maestría y el doctorado, así como por opciones terminales previas a la conclusión de la licenciatura. Comprende la educación normal en todos sus niveles y especialidades.
- Profesional Asociado. El nivel de estudios grado profesional asociado forma profesionales técnicamente capacitados para el trabajo en una disciplina específica, sus programas de estudio son de dos años, es de carácter terminal y no alcanza el nivel de licenciatura. Su antecedente es el certificado de bachillerato y se ha utilizado para otorgar grado a profesionales de la educación que estudiaban y obtenían plaza de maestros con educación básica completa. Algunas Universidades del sistema de universidades tecnológicas y politécnicas lo usan en lugar del técnico superior universitario.[11]
- Técnico superior universitario. El nivel de estudios grado técnico superior universitario forma profesionales técnicamente capacitados para el trabajo en una disciplina específica, sus programas de estudio son de dos años, es de carácter terminal y no alcanza el nivel de licenciatura.[11]

- Licenciatura. La licenciatura se imparte en instituciones tecnológicas, universitarias y de formación de maestros (normales); forma profesionistas en las diversas áreas del conocimiento.[11]Este nivel educativo tiene una duración de poco más de tres años para las carreras cortas, seis años en el caso de los Médicos Cirujanos, teniendo una duración típica de entre cuatro y cinco años para las demás licenciaturas e ingenierías. Se accede con el certificado del nivel Medio Superior y aprobando el examen que cada universidad determine para la licenciatura o ingeniería elegida por el alumno. Por legislación, el futuro profesionista debía cumplir con al menos 480 horas de servicio social. También es común que la universidad requiera presentar un trabajo final (tesis, tesina, diseño de un proyecto, diseño de un sistema, estancia académica, prácticas profesionales, diplomados, seminarios, intercambios, ampliación de conocimientos, entre otras opciones) y se suele presentar un examen profesional (oral o escrito) al finalizar dicho trabajo; adicionalmente se suele requerir demostrar el dominio de un idioma distinto al español, además de otros requisitos que cada universidad determine para cada licenciatura o ingeniería en específico.

- Maestrías. El grado académico inmediato superior a la Licenciatura es el grado de Maestro, suele durar dos años, pudiendo durar un poco más o un poco menos, este posgrado es común como opción terminal para las carreras enfocadas a la Industria.[cita requerida]
- Doctorados. El Doctorado es el grado académico más elevado del Sistema Educativo Mexicano, su duración es de entre dos y cuatro años, pudiendo extenderse por la complejidad de la tesis doctoral; antes de presentar la defensa de la tesis es necesario llegar a ser candidato a doctor, los planes de estudios son personalizados y los alumnos de doctorado tienen mucha libertad sobre su formación. No muchas universidades privadas ofrecen doctorados, en su mayoría son ofrecidos por las universidades públicas que se especializan en la investigación científica y humanística.[cita requerida] El Doctorado es una salida eminentemente académica, tiene una demanda casi nula en la Industria mexicana.[cita requerida]
- Especializaciones y otros. Las especialidades son comunes en la Medicina, el Derecho, entre otros; para el caso de la Medicina su duración es de entre tres y cinco años, pudiendo tomarse subespecialidades y para entrar a alguna, los médicos generales deben aprobar el Examen Nacional para Aspirantes a Residencias Médicas con el puntaje requerido por la especialidad deseada. También existen diplomados, cursos, certificaciones y seminarios cuya duración y validez académica es muy variable.

### Ejemplos de grados académicos de rango universitario
- Grado de asociado (Estados Unidos): AA, AS
- Grado de fundación (Reino Unido): FdA, FdEd, FdEng, FdMus, FdSc, FdTech
- Título de Grado: Bachelor of Arts (BA), Bachelor of Science (BS, BSc), Bachelor of Fine Arts (BFA), Bachelor of Civil Law (BCL), Bachelor of Laws (LLB), Bachelor of Medicine (MB, Chir), Licenciatura (Lic.), Lectorado (Lect.; hoy prácticamente en desuso), Profesorado (Prof.; título habilitante en algunos países -como Argentina y Uruguay-, diferente del cargo o puesto de profesor).
- Grado de Maestría: Master of Arts (M.A.), Master of Science (MS, MSc), Master en Filosofía (MPhil, MRes), Máster en Administración y Dirección de Empresas (MBA), Máster en abogacía (LLM).
- Grado de doctorado (Dr.): Philosophiæ doctor (PhD), Doctorado en Administración de Negocios (DBA), Doctor en Ciencias (DSc).

Cuando el alumno supera una carrera universitaria consigue una titulación superior (o título superior). También se denomina a este certificado titulación universitaria superior, titulación superior universitaria, título universitario superior o título superior universitario (en estas cuatro formas a veces se excluyen las carreras medias o se incluyen los doctorados).